# Gennadij Bucharin
Gennadij Ivanovič Bucharin (in russo Геннадий Иванович Бухарин?, tr. en.: Gennady Ivanovich Bukharin; Rybnaja Sloboda, 10 agosto 1929 – 3 novembre 2020) è stato un canoista sovietico specializzato nella canoa, vincitore di due medaglie olimpiche ai Giochi olimpici di Melbourne 1956..

## Palmarès
| Anno | Manifestazione  | Sede      | Evento      | Risultato | Prestazione | Note |
| ---- | --------------- | --------- | ----------- | --------- | ----------- | ---- |
| 1956 | Giochi olimpici | Melbourne | C-1 1.000m  | Bronzo    | 5'12"70     |      |
| 1956 | Giochi olimpici | Melbourne | C-1 10.000m | Bronzo    | 57'14"50    |      |
| 1958 | Mondiali        | Praga     | C-1 1.000m  | Oro       | -           |      |
| 1958 | Mondiali        | Praga     | C-1 10.000m | Oro       | -           |      |